# Methodenstreit

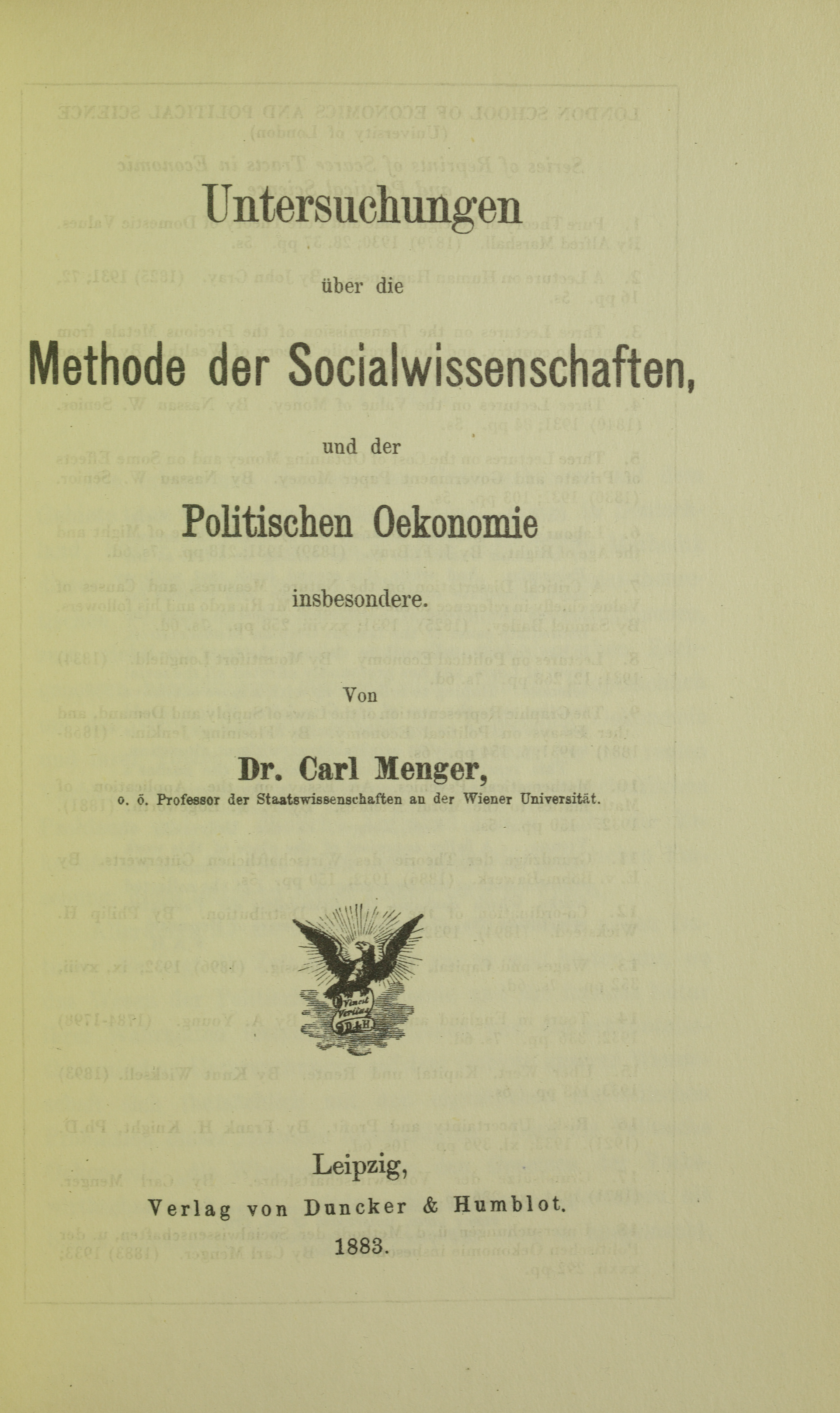
Untersuchungen über das Methode der socialwissenschaften und der politischen Ökonomie insbesondere, 1933

Methodenstreit is een intellectuele controverse over de epistemologie, onderzoeksmethodologie, of de wijze, waarop academisch onderzoek wordt ingekaderd of uitgevoerd. Meer in het bijzonder is het een specifieke controverse over de methode en het epistemologische karakter van de economische wetenschap die in de late jaren 1880 en begin jaren 1890 plaatsvond tussen de aanhangers van de Oostenrijkse School van de economie, geleid door Carl Menger, en voorstanders van de (Duitse) Historische School van de economie, geleid door Gustav von Schmoller. Duitstaligen spreken soms van de Methodenstreit der Nationalökonomie (Methodenstreit van de economie) om deze te onderscheiden van andere controverses als de Lamprechtstreit. 
Op een intellectueel niveau ging de Methodenstreit over de vraag of er behalve de geschiedenis nog een wetenschap kon bestaan die de dynamiek van het menselijk handelen kon verklaren. Politiek waren er verder nog boventonen van een conflict tussen het minarchisme van de vroege Oostenrijkse School en de welvaartsstaat, die werd bepleit door de Historische School.